# Coupe de l'EHF féminine 2019-2020
Navigation
Coupe de l'EHF 2018-2019 Ligue européenne 2020-2021
La Coupe de l'EHF 2019-2020 est la trente-neuvième édition de la Coupe de l'EHF féminine, compétition de handball créée en 1981, organisée par la Fédération européenne de handball (EHF) et considérée comme le deuxième échelon européen.
Le club hongrois du Siófok KC est le tenant du titre.
En conséquence de la pandémie de Covid-19, la Fédération européenne de handball a annoncé le 24 avril 2020 que la compétition était annulée.

## Calendrier
| Phase           | Tour             | Tirage au sort   | Aller                    | Retour                   |
| --------------- | ---------------- | ---------------- | ------------------------ | ------------------------ |
| Qualifications  | Premier tour     | 16 juillet 2019  | 7–8 septembre 2019       | 14–15 septembre 2019     |
| Qualifications  | Deuxième tour    | 16 juillet 2019  | 12–13 octobre 2019       | 19–20 octobre 2019       |
| Qualifications  | Troisième tour   | 22 octobre 2019  | 9–10 novembre 2019       | 16–17 novembre 2019      |
| Phase de groupe | Journée 1/5      | 22 novembre 2019 | 4–5 janvier 2020         | 1–2 février 2020         |
| Phase de groupe | Journée 2/6      | 22 novembre 2019 | 11–12 janvier 2020       | 8–9 février 2020         |
| Phase de groupe | Journée 3/4      | 22 novembre 2019 | 18–19 janvier 2020       | 25–26 janvier 2020       |
| Phase finale    | Quarts de finale | 11 février 2020  | 29 février–1er mars 2020 | 7–8 mars 2020            |
| Phase finale    | Demi-finales     | 11 février 2020  | 4–5 avril 2020 Annulée   | 11–12 avril 2020 Annulée |
| Phase finale    | Finale           | 14 avril 2020    | 2–3 mai 2020 Annulée     | 9–10 mai 2020 Annulée    |

## Phase de qualification

### Premier tour
| Date Aller        | Club                    | Aller   | Total   | Retour    | Club                  | Date Retour       |
| ----------------- | ----------------------- | ------- | ------- | --------- | --------------------- | ----------------- |
| 13 septembre 2019 | HC Homiel               | 45 – 13 | 83 – 35 | 38 – 22*  | KHF Istogu            | 14 septembre 2019 |
| 7 septembre 2019  | Colégio de Gaia         | 12 – 37 | 32 – 79 | 20 – 42   | ES Besançon           | 14 septembre 2019 |
| 7 septembre 2019  | HV Quintus              | 28 – 19 | 45 – 38 | 17 – 19*  | Helsinki IFK          | 8 septembre 2019  |
| 14 septembre 2019 | BM Bera Bera            | 30 – 16 | 75 – 47 | 45 – 31*  | LK Zug Handball       | 15 septembre 2019 |
| 14 septembre 2019 | ŽRK Koumanovo           | 27 – 23 | 51 – 54 | 24 – 31 * | DHC Slavia Prague     | 15 septembre 2019 |
| 7 septembre 2019  | H 65 Höör               | 32 – 24 | 75 – 43 | 43 – 19*  | LC Brühl Handball     | 8 septembre 2019  |
| 7 septembre 2019  | TSV Bayer 04 Leverkusen | 40 – 05 | 76 – 10 | 36 – 05*  | AC Latsia Nicosia     | 8 septembre 2019  |
| 14 septembre 2019 | HC Astrakhanochka       | 31 – 18 | 61 – 34 | 30 – 16 * | Maccabi Ramat Gan     | 15 septembre 2019 |
| 7 septembre 2019  | SC Galytchanka Lviv     | 26 – 24 | 49 – 42 | 23 – 18*  | Azeryol HC            | 8 septembre 2019  |
| 7 septembre 2019  | SCM Craiova             | 30 – 21 | 59 – 38 | 29 – 17*  | Jomi Salerno          | 8 septembre 2019  |
| 14 septembre 2019 | Iuventa Michalovce      | 31 – 25 | 63 – 50 | 32 – 25 * | Spono Nottwil Lucerne | 15 septembre 2019 |
| 13 septembre 2019 | Byåsen Trondheim        | 40 – 13 | 86 – 25 | 46 – 12 * | Handball Käerjeng     | 14 septembre 2019 |
| 6 septembre 2019  | Valur Reykjavík         | 23 – 22 | 47 – 53 | 24 – 31*  | Skuru IK              | 8 septembre 2019  |
| 13 septembre 2019 | PAOK Salonique          | 32 – 25 | 56 – 49 | 24 – 24*  | Muratpaşa BSK         | 15 septembre 2019 |
| 7 septembre 2019  | MKS Zagłębie Lubin      | 44 – 14 | 87 – 28 | 43 – 14*  | Metalurg Skopje       | 8 septembre 2019  |
| 7 septembre 2019  | Hypo Niederösterreich   | 22 – 17 | 41 – 31 | 19 – 14   | WAT Atzgersdorf       | 14 septembre 2019 |

*Le match retour est également joué au domicile de l'équipe ayant reçu lors du match aller.

### Deuxième tour
| Équipe                     | Équipe                | Équipe             |
| -------------------------- | --------------------- | ------------------ |
| Herning-Ikast Håndbold     | Copenhague Handball   | HC Odense          |
| Nantes Atlantique Handball | OGC Nice CA HB        | Buxtehuder SV      |
| Thüringer HC               | TuS Metzingen         | Debreceni VSC      |
| Váci NKSE                  | Fredrikstad Ballklubb | Storhamar Håndball |
| Tertnes Bergen             | Corona Brașov         | CS Măgura Cisnădie |
| Kouban Krasnodar           | Zvezda Zvenigorod     | -                  |

| Équipe        | Titre                          |
| ------------- | ------------------------------ |
| ŽORK Jagodina | 4e du tournoi de qualification |

| Date Aller      | Club                       | Aller   | Total   | Retour   | Club                    | Date Retour     |
| --------------- | -------------------------- | ------- | ------- | -------- | ----------------------- | --------------- |
| 13 octobre 2019 | PAOK Salonique             | 25 – 23 | 44 – 49 | 19 – 26  | ŽORK Jagodina           | 19 octobre 2019 |
| 19 octobre 2019 | Nantes Atlantique Handball | 30 – 21 | 66 – 39 | 36 – 18* | HV Quintus              | 20 octobre 2019 |
| 11 octobre 2019 | Odense Håndbold            | 34 –25  | 72 – 39 | 38 – 14* | DHC Slavia Prague       | 12 octobre 2019 |
| 12 octobre 2019 | H 65 Höör                  | 28 – 26 | 55 – 59 | 27 – 33  | Kouban Krasnodar        | 19 octobre 2019 |
| 12 octobre 2019 | ASC Corona 2010 Brașov     | 35 – 30 | 67 – 63 | 32 – 33  | BM Bera Bera            | 19 octobre 2019 |
| 12 octobre 2019 | Iuventa Michalovce         | 21 – 23 | 44 – 48 | 23 – 25  | OGC Nice CA HB          | 20 octobre 2019 |
| 13 octobre 2019 | ES Besançon                | 60 – 56 | 29 – 27 | 31 – 29  | Fredrikstad BK          | 20 octobre 2019 |
| 18 octobre 2019 | HC Homiel                  | 21 – 33 | 46 – 54 | 25 – 21* | Herning-Ikast Håndbold  | 19 octobre 2019 |
| 13 octobre 2019 | MKS Zagłębie Lubin         | 22 – 38 | 42 – 65 | 20 – 27  | Storhamar Håndball      | 20 octobre 2019 |
| 13 octobre 2019 | Buxtehuder SV              | 25 – 30 | 40 – 53 | 15 – 23  | HC Astrakhanochka       | 19 octobre 2019 |
| 13 octobre 2019 | Zvezda Zvenigorod          | 29 – 22 | 53 – 44 | 24 – 22  | Skuru IK                | 20 octobre 2019 |
| 12 octobre 2019 | Váci NKSE                  | 26 – 22 | 56 – 45 | 30 – 23  | Hypo Niederösterreich   | 19 octobre 2019 |
| 13 octobre 2019 | Thüringer HC               | 29 – 25 | 58 – 49 | 29 – 24  | Byåsen Trondheim        | 20 octobre 2019 |
| 12 octobre 2019 | Debreceni VSC              | 35 – 27 | 69 – 58 | 34 – 31  | TSV Bayer 04 Leverkusen | 20 octobre 2019 |
| 12 octobre 2019 | CS Măgura Cisnădie         | 31 – 23 | 45 – 42 | 14 – 19  | SC Galytchanka Lviv     | 19 octobre 2019 |
| 19 octobre 2019 | SCM Craiova                | 24 – 26 | 44 – 59 | 20 – 33* | Tertnes IL              | 20 octobre 2019 |
| 12 octobre 2019 | TuS Metzingen              | 30 – 22 | 53 – 56 | 23 – 34  | Copenhague Handball     | 20 octobre 2019 |

*Le match retour est également joué au domicile de l'équipe ayant reçu lors du match aller.

### Troisième tour
| Équipe              | Équipe          |
| ------------------- | --------------- |
| Nykøbing Falster HK | Érdi VSE        |
| Siófok KCT          | Gloria Bistrița |
| HC Lada Togliatti   | -               |

| Équipe                   | Titre                          |
| ------------------------ | ------------------------------ |
| Kastamonu Belediyesi GSK | 2e du tournoi de qualification |
| Rocasa Gran Canaria      | 3e du tournoi de qualification |

| Date Aller       | Club                       | Aller | Total  | Retour | Club                   | Date Retour      |
| ---------------- | -------------------------- | ----- | ------ | ------ | ---------------------- | ---------------- |
| 10 novembre 2019 | Odense Håndbold            | 25–23 | 57–52  | 32–29  | ES Besançon            | 16 novembre 2019 |
| 10 novembre 2019 | Tertnes IL                 | 31–26 | 44–65  | 13–39  | Storhamar Håndball     | 17 novembre 2019 |
| 10 novembre 2019 | Rocasa Gran Canaria        | 28–24 | 46–46  | 18–22  | CS Măgura Cisnădie     | 17 novembre 2019 |
| 10 novembre 2019 | HC Astrakhanochka          | 28–25 | 53–55  | 25–30  | Thüringer HC           | 16 novembre 2019 |
| 10 novembre 2019 | Érdi VSE                   | 39–32 | 64–62  | 25–30  | Kouban Krasnodar       | 15 novembre 2019 |
| 9 novembre 2019  | Kastamonu Belediyesi GSK   | 33–26 | 58–56  | 25–30' | Váci NKSE              | 16 novembre 2019 |
| 9 novembre 2019  | Debreceni VSC              | 37–26 | 73–52  | 36–26  | ŽORK Jagodina          | 16 novembre 2019 |
| 9 novembre 2019  | Gloria Bistrița            | 25–27 | 49–49* | 24–22  | ASC Corona 2010 Brașov | 17 novembre 2019 |
| 10 novembre 2019 | Nantes Atlantique Handball | 24–32 | 58–61  | 34–29  | Siófok KC T            | 16 novembre 2019 |
| 10 novembre 2019 | Zvezda Zvenigorod          | 24–36 | 52–70  | 28–34  | HC Lada Togliatti      | 16 novembre 2019 |
| 10 novembre 2019 | Nykøbing Falster HK        | 23–23 | 49–54  | 26–31  | Herning-Ikast Håndbold | 17 novembre 2019 |
| 9 novembre 2019  | Copenhague Handball        | 32–23 | 62–46  | 30–23  | OGC Nice CA HB         | 17 novembre 2019 |

*L'opposition entre les deux clubs roumain du Gloria Bistrița et du ASC Corona 2010 Brașov s'étant terminée sur un total de 49 à 49, Brașov obtient sa qualification selon la règle du nombre de buts marqués à l'extérieur. Mais en décembre 2019, Brașov est soupçonné d'avoir eu recours à la thérapie au laser par intraveineuse, considérée comme pratique dopante, et a été remplacé par son adversaire, Bistrița,

## Phase de groupe
La phase de groupe réunit les 12 équipes qualifiées à l'issue du troisième tour et les 4 équipes classées quatrième de la Phase de groupes de la Ligue des champions :
| Équipe              | Équipe                                              |
| ------------------- | --------------------------------------------------- |
| Odense Håndbold     | Herning-Ikast Håndbold                              |
| Copenhague Handball | Thüringer HC                                        |
| Debreceni VSC       | Érdi VSE                                            |
| Siófok KC           | Storhamar Håndball                                  |
| CS Măgura Cisnădie  | ASC Corona 2010 Brașov Gloria Bistrița (voir supra) |
| HC Lada Togliatti   | Kastamonu Belediyesi GSK                            |

| Équipe              | Titre          |
| ------------------- | -------------- |
| Podravka Koprivnica | 4e du Groupe A |
| MKS Lublin          | 4e du Groupe B |
| SG BBM Bietigheim   | 4e du Groupe C |
| DHK Banik Most      | 4e du Groupe D |

Légende
- Qualifié pour le Phase finale.
- Éliminé de la compétition.

### Groupe A
|   | Équipe                   | Pts | J | G | N | P | Bp  | Bc  | Diff | Dép |  | Résultats (dom.\ext.)    |         |         |         |         |
| - | ------------------------ | --- | - | - | - | - | --- | --- | ---- | --- |  | ------------------------ | ------- | ------- | ------- | ------- |
| 1 | Thüringer HC             | 12  | 6 | 6 | 0 | 0 | 184 | 141 | 43   | /   |  | Thüringer HC             |         | 27 - 24 | 26 - 23 | 40 - 24 |
| 2 | Kastamonu Belediyesi GSK | 6   | 6 | 3 | 0 | 3 | 176 | 175 | 1    | +1  |  | Kastamonu Belediyesi GSK | 24 - 30 |         | 30 - 31 | 33 - 27 |
| 3 | Debreceni VSC            | 6   | 6 | 3 | 0 | 3 | 170 | 173 | -3   | -1  |  | Debreceni VSC            | 19 - 26 | 32 - 34 |         | 36 - 29 |
| 4 | DHK Banik Most           | 0   | 6 | 0 | 0 | 6 | 163 | 204 | -41  | /   |  | DHK Banik Most           | 27 - 35 | 28 - 31 | 28 - 29 |         |

### Groupe B
|   | Équipe                  | Pts | J | G | N | P | Bp  | Bc  | Diff |  | Résultats (dom.\ext.)   |         |         |         |         |
| - | ----------------------- | --- | - | - | - | - | --- | --- | ---- |  | ----------------------- | ------- | ------- | ------- | ------- |
| 1 | Siófok KC               | 10  | 6 | 4 | 2 | 0 | 192 | 158 | 34   |  | Siófok KC               |         | 30 - 30 | 36 - 23 | 34 - 22 |
| 2 | ŽRK Podravka Koprivnica | 8   | 6 | 3 | 2 | 1 | 189 | 176 | 13   |  | ŽRK Podravka Koprivnica | 33 - 33 |         | 29 - 32 | 38 - 26 |
| 3 | Copenhague Handball     | 6   | 6 | 3 | 0 | 3 | 174 | 171 | 3    |  | Copenhague Handball     | 27 - 28 | 26 - 28 |         | 33 - 22 |
| 4 | CS Măgura Cisnădie      | 0   | 6 | 0 | 0 | 6 | 150 | 200 | -50  |  | CS Măgura Cisnădie      | 23 - 31 | 29 - 31 | 28 - 33 |         |

### Groupe C
|   | Équipe                         | Pts | J | G | N | P | Bp  | Bc  | Diff |  | Résultats (dom.\ext.)          |         |         |         |         |
| - | ------------------------------ | --- | - | - | - | - | --- | --- | ---- |  | ------------------------------ | ------- | ------- | ------- | ------- |
| 1 | Odense Håndbold                | 10  | 6 | 5 | 0 | 1 | 175 | 133 | 42   |  | Odense Håndbold                |         | 25 - 19 | 31 - 24 | 35 - 18 |
| 2 | CS Gloria 2018 Bistrița-Năsăud | 7   | 6 | 2 | 3 | 1 | 141 | 139 | 2    |  | CS Gloria 2018 Bistrița-Năsăud | 25 - 23 |         | 25 - 25 | 26 - 20 |
| 3 | Érdi VSE                       | 6   | 6 | 2 | 2 | 2 | 158 | 155 | 3    |  | Érdi VSE                       | 27 - 28 | 24 - 24 |         | 29 - 24 |
| 4 | MKS Lublin                     | 1   | 6 | 0 | 1 | 5 | 127 | 174 | -47  |  | MKS Lublin                     | 20 - 33 | 22 - 22 | 23 - 29 |         |

### Groupe D
|   | Équipe                 | Pts | J | G | N | P | Bp  | Bc  | Diff | Dép |  | Résultats (dom.\ext.)  |         |         |         |         |
| - | ---------------------- | --- | - | - | - | - | --- | --- | ---- | --- |  | ---------------------- | ------- | ------- | ------- | ------- |
| 1 | Herning-Ikast Håndbold | 7   | 6 | 3 | 1 | 2 | 170 | 162 | 8    | /   |  | Herning-Ikast Håndbold |         | 28 - 38 | 34 - 27 | 33 - 25 |
| 2 | HC Lada Togliatti      | 6   | 6 | 3 | 0 | 3 | 177 | 168 | 9    | +1  |  | HC Lada Togliatti      | 20 - 25 |         | 27 - 31 | 30 - 25 |
| 3 | Storhamar Håndball     | 6   | 6 | 3 | 0 | 3 | 172 | 178 | -6   | -1  |  | Storhamar Håndball     | 26 - 24 | 28 - 33 |         | 33 - 32 |
| 4 | SG BBM Bietigheim      | 5   | 6 | 2 | 1 | 3 | 167 | 178 | -11  | /   |  | SG BBM Bietigheim      | 26 - 26 | 31 - 29 | 28 - 27 |         |

## Phase finale
| Équipes             | Équipes                  |
| ------------------- | ------------------------ |
| Podravka Koprivnica | Herning-Ikast Håndbold   |
| Odense Håndbold     | Thüringer HC             |
| Siófok KC           | Gloria Bistrița          |
| HC Lada Togliatti   | Kastamonu Belediyesi GSK |

|  | Quarts de finale          | Quarts de finale          | Quarts de finale          | Quarts de finale          |                     |  | Demi-finales | Demi-finales | Demi-finales | Demi-finales |  |  | Finale | Finale | Finale | Finale |
|  |                           |                           |                           |                           |                     |  |              |              |              |              |  |  |        |        |        |        |
|  | 29 février et 8 mars 2020 | 29 février et 8 mars 2020 | 29 février et 8 mars 2020 | 29 février et 8 mars 2020 |                     |  | 2020         | 2020         | 2020         | 2020         |  |  | 2020   | 2020   | 2020   | 2020   |
|  | 29 février et 8 mars 2020 | 29 février et 8 mars 2020 | 29 février et 8 mars 2020 | 29 février et 8 mars 2020 |                     |  | 2020         | 2020         | 2020         | 2020         |  |  | 2020   | 2020   | 2020   | 2020   |
|  | HC Lada Togliatti         | HC Lada Togliatti         | 31                        | 30                        |                     |  | 2020         | 2020         | 2020         | 2020         |  |  | 2020   | 2020   | 2020   | 2020   |
|  | HC Lada Togliatti         | HC Lada Togliatti         | 31                        | 30                        |                     |  | 2020         | 2020         | 2020         | 2020         |  |  | 2020   | 2020   | 2020   | 2020   |
|  | Odense Håndbold           | Odense Håndbold           | 28                        | 34                        |                     |  | 2020         | 2020         | 2020         | 2020         |  |  | 2020   | 2020   | 2020   | 2020   |
|  | Odense Håndbold           | Odense Håndbold           | 28                        | 34                        | Odense Håndbold     |  |              |              |              |              |  |  | 2020   | 2020   | 2020   | 2020   |
|  | 1er mars et 7 mars 2020   |                           |                           |                           |                     |  |              |              |              |              |  |  | 2020   | 2020   | 2020   | 2020   |
|  |                           |                           | Siófok KC                 |                           |                     |  |              |              |              |              |  |  | 2020   | 2020   | 2020   | 2020   |
|  | Kastamonu Belediyesi GSK  | Kastamonu Belediyesi GSK  | 29                        | 20                        |                     |  |              |              |              |              |  |  | 2020   | 2020   | 2020   | 2020   |
|  | Kastamonu Belediyesi GSK  | Kastamonu Belediyesi GSK  | 29                        | 20                        | 2020                |  |              |              |              |              |  |  | 2020   | 2020   | 2020   | 2020   |
|  | Siófok KC                 | Siófok KC                 | 38                        | 40                        |                     |  |              |              |              |              |  |  | 2020   | 2020   | 2020   | 2020   |
|  | Siófok KC                 | Siófok KC                 | 38                        | 40                        |                     |  |              |              |              |              |  |  |        |        |        |        |
|  | 1er mars et 8 mars 2020   |                           |                           |                           |                     |  |              |              |              |              |  |  |        |        |        |        |
|  |                           |                           |                           |                           |                     |  |              |              |              |              |  |  |        |        |        |        |
|  | Gloria Bistrița           | Gloria Bistrița           | 26                        | 28                        |                     |  |              |              |              |              |  |  |        |        |        |        |
|  | Gloria Bistrița           | Gloria Bistrița           | 26                        | 28                        |                     |  |              |              |              |              |  |  |        |        |        |        |
|  | Herning-Ikast Håndbold    | Herning-Ikast Håndbold    | 29                        | 28                        |                     |  |              |              |              |              |  |  |        |        |        |        |
|  | Herning-Ikast Håndbold    | Herning-Ikast Håndbold    | 29                        | 28                        | Podravka Koprivnica |  |              |              |              |              |  |  |        |        |        |        |
|  | 1er mars et 8 mars 2020   |                           |                           |                           |                     |  |              |              |              |              |  |  |        |        |        |        |
|  |                           |                           | Herning-Ikast Håndbold    |                           |                     |  |              |              |              |              |  |  |        |        |        |        |
|  | Podravka Koprivnica       | Podravka Koprivnica       | 27                        | 34                        |                     |  |              |              |              |              |  |  |        |        |        |        |
|  | Podravka Koprivnica       | Podravka Koprivnica       | 27                        | 34                        |                     |  |              |              |              |              |  |  |        |        |        |        |
|  | Thüringer HC              | Thüringer HC              | 23                        | 28                        |                     |  |              |              |              |              |  |  |        |        |        |        |
|  | Thüringer HC              | Thüringer HC              | 23                        | 28                        |                     |  |              |              |              |              |  |  |        |        |        |        |
|  |                           |                           |                           |                           |                     |  |              |              |              |              |  |  |        |        |        |        |

### Quarts de finale
| Date Aller | Club                     | Aller | Total | Retour | Club                   | Date Retour |
| ---------- | ------------------------ | ----- | ----- | ------ | ---------------------- | ----------- |
| 29 février | HC Lada Togliatti        | 31–28 | 61–62 | 30–34  | Odense Håndbold        | 8 mars 2020 |
| 1er mars   | Kastamonu Belediyesi GSK | 29–38 | 49–78 | 20–40  | Siófok KC              | 7 mars 2020 |
| 1er mars   | Gloria Bistrița          | 26–29 | 52–57 | 26–28  | Herning-Ikast Håndbold | 8 mars 2020 |
| 1er mars   | Podravka Koprivnica      | 27–23 | 61–51 | 34–28  | Thüringer HC           | 8 mars 2020 |

### Demi-finales
Les demi-finales ont été annulées le 24 avril 2020. Les oppositions initialement prévues étaient :
| Date Aller     | Club                | Aller | Total | Retour | Club                   | Date Retour      |
| -------------- | ------------------- | ----- | ----- | ------ | ---------------------- | ---------------- |
| 4/5 avril 2020 | Odense Håndbold     | –     | –     | –      | Siófok KC              | 11/12 avril 2020 |
| 4/5 avril 2020 | Podravka Koprivnica | –     | –     | –      | Herning-Ikast Håndbold | 11/12 avril 2020 |

## Statistiques

### Buteuses
Les statistiques à l'issue des quarts de finale sont :
| Rang | Joueur                | Club                     | Buts |
| ---- | --------------------- | ------------------------ | ---- |
| 1    | Elena Mikhaïlitchenko | HC Lada Togliatti        | 75   |
| 2    | Helene Gigstad Fauske | Herning-Ikast Håndbold   | 71   |
| 3    | Aslı İskit            | Kastamonu Belediyesi GSK | 68   |
| 4    | Andrea Kobetić        | Siófok KC                | 53   |
| 5    | Emilie Hovden         | Storhamar Håndball       | 51   |

Classement au 8 mars 2020